# Candide Ahouansou
 (septembre 2024).
Pierre Candide Ahouansou, est un homme politique, diplomate et écrivain béninois. Ambassadeur et plénipotentiaire du Bénin près les États-Unis en 1990 et  près la Côte d'Ivoire en 1994. 

## Biographie

### Origines et Formations
Candide Ahouansou est diplômé en sciences politiques, en administration publique et en administration des affaires[Où ?]. Il est auteur de plusieurs ouvrages et président de l'Organisation non gouvernementale (ONG) Groupe d'Actions pour une Meilleure Qualité de Vie.

### Parcours
Diplomate de carrière, il est nommé ambassadeur extraordinaire et plénipotentiaire du Bénin près les États-Unis, le 31 juillet 1990. Il devient, quatre ans plus tard, soit le 9 septembre 1994, ambassadeur du même rang près la Côte d'Ivoire,,,. Admis à la retraite, il devient le président de l'ONG Groupe d'Actions pour une Meilleure Qualité de Vie. En 2018, il fustige l'exclusion de la population à la conception du programme de protection sociale du régime de Patrice Talon et alerte le gouvernement sur les limites du projet Assurance pour le renforcement du capital humain (Arch).

## Publications
Co-auteur, avec Jérôme Carlos, de l'ouvrage intitulé Le legs, réflexions sur le reçu et le donné
il est auteur de :
- 2021: Solidarité et Gestions des affaires publiques paru aux éditions Le Héraut Ganhoto[7],[8];

- 2020: Le Face-à-face des valeurs publié en février sous les éditions Christon à Cotonou[9],[10]; Noyades d'enfants et thématique du logement publié par Le Héraut Ganhoto[11];
- 2010: Questions directes ou le manifeste social édité par Caarec à Cotonou[12] ;